# Onthophagus striatulus
Onthophagus striatulus é uma espécie de inseto do género Onthophagus, família Scarabaeidae, ordem Coleoptera.
Foi descrita cientificamente por Palisot de Beauvois em 1809.